# Livingston (Regno Unito)
Livingston è un paese nel Lothian Occidentale, di cui è il capoluogo e la città con il maggior numero di abitanti.
Designata nel 1962, è la quarta New Town costruita in Scozia nel secondo dopoguerra. Prendendo il nome dall'omonimo villaggio incorporato nella nuova città, originario agglomerato urbano che ora ne è il centro storico, è stata originariamente sviluppata nelle allora contee del Midlothian e West Lothian lungo le rive del fiume Almond. Si trova a circa 24 km (15 mi) a ovest di Edimburgo e a 48 km (30 mi) a est di Glasgow, ed è inoltre vicina alle città di Broxburn a nord-est e Bathgate a nord-ovest.

## Amministrazione

### Gemellaggi
Livingston è gemellata con:
- Hochsauerlandkreis
- Grapevine